# Bachdjerrah
Bachdjarah (în arabă باش جراح) este o comună din provincia Alger, Algeria.
Populația comunei este de 93.289 locuitori (2008).